# Joachim Weinhold
Joachim Weinhold (* 11. Juni 1931 in Berlin; † 10. Juli 1962 in Oschersleben) war ein Todesopfer an der innerdeutschen Grenze.

## Leben
Joachim Weinhold studierte Betriebswirtschaftslehre an der Georg-August-Universität Göttingen, als er am 7. Juli 1962 mit dem Zug nach West-Berlin aufbrach. Aus unbekannten Gründen verließ er den Zug in Magdeburg und bat um Aufnahme in die DDR. Er wurde zum Grenzübergang Helmstedt-Marienborn gebracht. Da die DDR-Behörden kein Interesse an einer Aufnahme zeigten, wurde er am 8. Juli wieder in die Bundesrepublik abgeschoben. Am Morgen des 9. Juli versteckte er sich in einem Militärzug der West-Alliierten, überquerte so die Grenze und sprang 40 Meter hinter der Grenze vom Zug. Dies wurde von Grenzern bemerkt, die ihn anriefen und einen Warnschuss abgaben. Als Weinhold daraufhin in Richtung Grenze flüchtete, wurde gezielt auf ihn geschossen und er wurde schwer verletzt. Er starb am 10. Juli im Krankenhaus Neindorf-Oschersleben.
Das Verfahren gegen den Schützen wurde 1997 eingestellt, da er "befehlsgemäß gehandelt" habe.